# Laumontite
La laumontite è un minerale, un silicato (tettosilicato) del gruppo delle zeoliti. Fu scoperta dal mineralogista francese Françoise Pierre Nicolat Gillet de Laumont (1747-1834).

## Abito cristallino
La Laumontite si presenta con dei cristalli prismatici allungati, con prevalenza del prisma, striati verticalmente. Le superfici terminali sono oblique. Si rinviene anche in aggregati massivi.. La colorazione è in genere bianca, rosata o giallina. Forma aggregati fibrosi o raggiati. Quando si disidrata, i cristalli diventano polverosi e grossolani.
Il feldspato potassico può a volte formare pseudomorfi di Laumontite ma si distinguono facilmente per la maggiore durezza.

## Origine e giacitura
Si forma nei geodi e nelle cavità delle rocce ignee e magmatiche sia effusive che intrusive.
Si rinviene sia nelle rocce acide che in quelle basiche. Si ritrova anche in vene nelle rocce sedimentarie e in quelle metamorfiche ma anche associata a filoni di minerali metallici.
I cristalli più lunghi (30 cm), sono stati ritrovati a Bishop in California, U.S.A. e in New Jersey e in Arizona (U.S.A.), in Canada a Francon Quarry. Cristallizzazioni molto belle sono state trovate in Spagna nei Pirenei orientali, nelle Ardenne in Francia, nel Canton Ticino in Svizzera, a Siegerland in Germania, nei basalti della Nuova Zelanda e nel nord della Norvegia. Si trova nei basalti olivinici dei fiordi dell’est e dell’ovest in Islanda. In Italia è stata trovata negli gneiss della Val D’Ossola, nei geodi di granito di Baveno in Piemonte e nelle miniere di Montecatini della val Cecina in Toscana. Famose sono le cristallizzazioni indiane nelle vescicole gassose dei basalti nel distretto di Poona.

## Forma in cui si presenta in natura
I cristalli sono leggeri, fragili e perfettamente sfaldabili. La Laumontite si presenta con trasparenza vitrea che tende al madreperlaceo; è molto delicata e di difficile conservazione:
teme il contatto con l’aria secca e la luce. Al passare del tempo, diventa opaca e polverulenta per disidratazione parziale. I cristalli disidratati hanno sulle superfici un aspetto gessoso (leonhardite). Nelle collezioni andrebbe conservata immersa in acqua de-ionizzata o protetta con un velo di lacca al silicone.
È solubile in acido cloridrico (HCl) con formazione di gel silicico.
Nelle colate basaltiche del Deccan nel distretto di Poona si trova associata ad altre zeoliti: natrolite, scolecite, heulandite, stilbite, okenite, cabasite, apofillite ma anche a calcite e prehnite.

## Usi
Minerale d’interesse scientifico e collezionistico.